# Проблем 3 тела (ТВ серија)
Проблем 3 тела (енгл. 3 Body Problem) америчка је научнофантастична телевизијска серија коју су створили Дејвид Бениоф, Д. Б. Вајс и Александер Ву за Netflix. Темељи се на серијалу романа Беседе о Земљиној прошлости аутора Љуа Цисина. Наслов се односи на први део серијала, Проблем три тела, односно проблем класичне физике који се бави Њутновим законима кретања и гравитације.
Прва сезона је приказана 21. марта 2024. и састоји се од осам епизода. Добила је позитивне рецензије критичара и публике. У мају 2024. наручена је друга сезона, док је истог месеца потврђена и трећа. Серија је номинована за шест награда Еми за програм у ударном термину, међу којима је и награда Еми за најбољу драмску серију.

## Радња
Преко више континената и деценија, петоро генијалних пријатеља открива револуционарне ствари кад закони науке престану да важе и појави се претња из свемира.

## Улоге
| Глумац         | Улога            |
| -------------- | ---------------- |
| Џован Адепо    | Сол Дјуранд      |
| Џон Бредли     | Џек Руни         |
| Розалинд Чао   | Је Венђе         |
| Лијам Канингам | Томас Вејд       |
| Еиза Гонзалез  | Огастина Салазар |
| Џес Хонг       | Ђин Ченг         |
| Марло Кели     | Татјана Хас      |
| Алекс Шарп     | Вил Даунинг      |
| Си Шимука      | Софон            |
| Самер Усмани   | Притвираџ Варма  |
| Бенедикт Вонг  | Да Ши            |
| Џонатан Прајс  | Мајк Еванс       |

## Епизоде
| Бр. еп. | Наслов                 | Редитељ        | Сценариста                                | Премијера      |
| ------- | ---------------------- | -------------- | ----------------------------------------- | -------------- |
| 1       | Одбројавање            | Дерек Цанг     | Дејвид Бениоф, Д. Б. Вајс и Александер Ву | 21. март 2024. |
| 2       | Црвена обала           | Дерек Цанг     | Роуз Картрајт                             | 21. март 2024. |
| 3       | Уништавач светова      | Ендру Стантон  | Александер Ву                             | 21. март 2024. |
| 4       | Свемогући              | Минки Спиро    | Мадури Шекар                              | 21. март 2024. |
| 5       | Судњи дан              | Минки Спиро    | Дејвид Бениоф и Д. Б. Вајс                | 21. март 2024. |
| 6       | Звезде, одредиште наше | Минки Спиро    | Александер Ву                             | 21. март 2024. |
| 7       | Само ићи напред        | Џереми Подесва | Дејвид Бениоф и Д. Б. Вајс                | 21. март 2024. |
| 8       | Зазенари               | Џереми Подесва | Дејвид Бениоф и Д. Б. Вајс                | 21. март 2024. |

## Продукција
У септембру 2020. објављено је да Дејвид Бениоф и Д. Б. Вајс развијају телевизијску адаптацију романа Проблем три тела за Netflix, а да је Александер Ву помогао у писању сценарија.
У августу 2021. Еиза Гонзалез је ушла у преговоре да се придружи глумачкој постави. Истог месеца Дерек Цанг је ангажован да режира пилот епизоду. Гонзалез је потврђена до октобра, а најављени су додатни глумци, као што су Бенедикт Вонг, Цај Чин, Џон Бредли, Лијам Канингам и Џован Адепо.
Продукција је почела 8. новембра 2021. године, а снимана је у Уједињеном Краљевству.